# Leon Krukowski
Leon Krukowski (Lejb Izrael) (ur. ok. 1840 w Mariampolu, zm. 13 grudnia 1906 w Łodzi) – właściciel drukarni w Łodzi. Syn Szepila i Rajny.

## Życiorys
Od 1860 był pierwszym pośrednikiem w handlu maszynami drukarskimi w Łodzi. Od największego hurtownika jakim był Dom Handlowy J. Fajansa w Warszawie, w 1877 sprowadził dla J. Petersilgego pierwszą w Łodzi drukarską maszynę pospieszną, a w 1879 kupił cztery maszyny drukarskie pedałowe, które zaraz sprzedał.
Gdy na podstawie zezwolenia otrzymanego 15 grudnia 1878 uruchomił własną litografię miał tylko prasę do druku wizytówek. W 1881 uzupełnił jej wyposażenie o dwie nowe maszyny, a gdy 12 grudnia 1883 otrzymał koncesję na uruchomienie drukarni, kupił następne maszyny.
W jego zakładzie przy ul. Cegielnianej 29 (obecnie ul. Więckowskiego) od 6 stycznia 1884 do 16 czerwca 1885 drukowano pierwszą polską gazetę „Dziennik Łódzki” na maszynach cylindrycznych zakupionych za część sumy 10 000 rubli stanowiącej „dotację” rodziny Scheiblerów dla polskiej gazety.
W kwietniu 1885 sprzedał drukarnię powstałemu „Dziennikowi Łódzkiemu”, reprezentowanemu przez Henryka Elzenberga. Pozostałe 4 maszyny litograficzne i 1 małą typograficzną przeniósł do lokalu przy ul. Piotrkowskiej 18, a w 1897 tamże pod nr 109, gdzie w 1899 przebudował pomieszczenia adaptując je dla potrzeb drukarni. Dokupił w 1898 maszynę pospieszną, a w 1901 prasę korektową. W 1892 zatrudniał 24 osoby, a w 1905 od 15 do 20 pracowników, drukując produkcję o wartości 30 600 rubli.
Drukował głównie druki akcydensowe oraz niewielkie objętościowo broszury: sprawozdania, statuty, programy, ale obok akcydensów – do likwidacji drukarni w 1907 – wydrukował 25 druków zwartych.
20 kwietnia 1885 zakończył druk książki Edwarda Siebeckera „Arcyksiężna de Simbach” w przekładzie T. Marenicza. Reklamowana była w „Dzienniku Łódzkim”, prawdopodobnym jej wydawcy, jako „pierwsza w Łodzi książka w języku polskim”. Można ją było nabyć w drukarni w cenie 1 rubla, a prenumeratorzy „Dziennika Łódzkiego” za 50 kopiejek.
Zmarł 1 grudnia 1906 r. w 66. roku życia i został pochowany na nowym cmentarzu żydowskim przy ul. Brackiej w Łodzi (str. P, kw. F, nr grobu 167), w pobliżu żony (nr grobu 169).
Po jego śmierci, syn Izydor – łódzki lekarz, w czerwcu 1907 bezskutecznie starał się o uzyskanie koncesji na dalsze prowadzenie firmy, czynnej wówczas jeszcze przy ul. Piotrkowskiej 109.
Z małżeństwa z Eweliną z Łapowskich (1842–1906) miał dzieci urodzone w Mariampolu: Izydora (Józefa, 1862–1912), lekarza praktykującego w Zgierzu i od 1891 w Łodzi; Bernarda (1865–1919) m.in. wydawcę w latach 1900–1904 „Gazety Łódzkiej”; Henryka (1867–1933), adwokata; Adelę (1872–1942) – matkę Juliana Tuwima i Ireny Tuwim; oraz Stanisława (zm. 1925).